# Mr. Deeds Goes to Town
Mr. Deeds Goes to Town (Brasil: O Galante Mr. Deeds / Portugal: Doido com Juízo) é um filme norte-americano de 1936 dirigido por Frank Capra.
Em 2002, o filme teve um remake intitulado Mr. Deeds, no qual o papel de Deeds ficou para Adam Sandler, e o de Babe ficou para Winona Rider.

## Sinopse

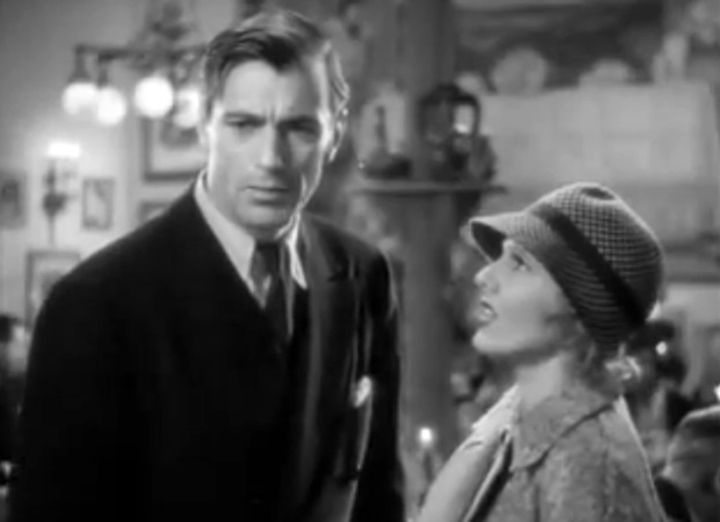
Gary Cooper e Jean Arthur

O simplório e honesto poeta Longfellow Deeds, de Mandrake Falls, recebe uma herança milionária de seu tio, sendo obrigado a deixar sua vida no interior e partir para Nova York, onde lidará com pessoas que só pensam em se aproveitar de sua fortuna e humildade. Ele se envolve em um romance com uma esperta jornalista e se torna alvo de implacáveis homens de negócio e parentes.

## Elenco principal
- Gary Cooper        ...  Longfellow Deeds
- Jean Arthur        ...  Babe Bennett/Mary Dawson
- George Bancroft    ...  MacWade
- Lionel Stander     ...  Cornelius Cobb
- Douglass Dumbrille ...  John Cedar
- Jack Mower ... Repórter (não-creditado)
- Charles Brinley ... Agricultor (não-creditado)

## Prêmios e indicações
Oscar
- Indicado nas categorias: Melhor Ator (Gary Cooper), Melhor Filme, Melhor Roteiro, Melhor trilha sonora. Ganhou na categoria de melhor diretor.